# مابل إي بولاند كامبل
مابل إليكتا بولاند كامبل (بالإنجليزية: Mable E. Buland Campbell)‏ ( 1885-1961) كانت أستاذة اللغة الإنجليزية في ولاية واشنطن خلال أوائل القرن العشرين، وكانت، في مرحلة ما أصغر شخص حامل شهادة دكتوراه في الولايات المتحدة الأمريكية. كانت بولاند أيضا ناشطة في المجموعات النسائية المتعلقة بمنح المرأة حق التصويت.  

## الحياة والتعليم
نشأت بولاند في الغرب وقبل حصولها على درجة الدكتوراة في اللغة الإنجليزية من جامعة ييل، تمكنت بولاند من الحصول على كلا من شهادة البكالوريوس في عام 1904 والماجستير في عام 1908 من جامعة واشنطن. وأكملت دراساتها العليا في جامعة ييل بين سنة 1906-1907 وأيضا بين سنة 1908-1909، وحصلت على شهادة أخرى أيضا في الدراسات العليا من جامعة كولومبيا بين سنة 1907-1908. وفي الوقت الذي أكملت فيه درجة الدكتوراه، كانت بولاند اصغر شخص يحمل شهادة الدكتوراه في أمريكا.
تم نشر أطروحتها التي كانت بعنوان «تقديم الوقت في الدراما الإليزابيثية»  في عام 1912.

## السيرة المهنية
في حين كانت بولاند طالبة دراسات عليا في جامعة واشنطن، فقد عملت كمساعدة في علم التربية وأصول التدريس في الجامعة. وبعد حصولها على درجة الدراسات العليا من جامعة كولومبيا في نيويورك، عادت بولاند مرة أخرى في سنة 1909-1910 إلى ولاية واشنطن لتصبح استاذة جامعية للغة الإنجليزية في جامعة بوجيه ساوند. ومن 1910-1911 قامت بولاند بتدريس اللغة الإنجليزية في كلية ويتمان.
و بين عامي 1915-1916 شغلت بولاند منصب مديرة مدارس مدينة كالاما في واشنطن، وذلك بعد أن تركت منصبها في مجال التعليم العالي.

## التفاعل الاجتماعي
كانت بولاند عضواً ناشطاً في نادي المرأة في كالاما، وتولت منصب رئيسا للجمعية عام 1919. غالبا ما توفر هذه الجمعيات النسائية الفرص للنساء الواتي لم يحصلن على التعليم أو التعرف على القضايا الجارية، خاصةً النساء في ولاية واشنطن؛ حيث حصلت النساء هناك على حق التصويت قبل العديد من نساء المناطق الأخرى في البلاد. وقضت الجمعيات النسائية وقتا كبيراً في العمل على القضايا المتعلقة بمنح المرأة حق التصويت.
في خريف عام 1924 عندما استقالت إيما سميث ديفو من منصبها كنائبة لرئيس اللجنة المركزية للحزب الجمهوري، تولت بولاند هذا المنصب مباشرةً. وكان الغرض من شغلها لهذا المنصب هو مساعدة الجمعيات النسائية وتنظيما لنساء في الحزب الجمهوري للاستعداد للانتخابات المقبلة آنذاك.  

## الحياة الشخصية
في أكتوبر 1911 تزوجت بولاند من جورج نورمان كامبل، وفي فبراير 1917 أنجب الزوجان إبنهما جورج بولاند.

## وصلا خارجية
- Buland Campbell's Doctoral Dissertation